# Velina
La tribu Velina va ser una de les 35 tribus de l'antiga Roma amb dret de vot a l'Assemblea Tribal Romana. Va ser una de les dues darreres tribus instituïdes, l'any 241 aC, sorgides després de la conquesta de la Sabina i l'ager Praetutianus el 290 aC. Deu el seu nom al Lacus Velinus, un antic llac avui dessecat que formava el riu Velino, i que tenia a la seva riba la ciutat de Rieti, per bé que la zona on s'establien era més al nord, i a partir del 268 aC amb la conquesta d'aquests territoris, i la plana costanera de l'ager gallicus a més del Picè.
Pertanyien a la tribu Velina Interamnia Praetutiorum, Firmum Picenum, Urbs Salvia, Potentia, Cingulum, Cupra Montana i Cupra Maritima. Després del Bellum Sociale, les colònies de dret llatí i altres itàlics es van distribuir entre les diverses tribus, i a la Velina hi van fer cap els de Pistoia i els lígurs del Sàmnium, i més tard els d'Aquileia, probablement per les relacions entre la zona d'aquesta ciutat i el Picè.
Les poblacions mallorquines de Palma i Pol·lència també pertanyien a la tribu Velina, probablement pel fet que van ser colonitzades amb gent de la zona del Picè.